# Jewgeni Markaschanski
Jewgeni Markaschanski (* 26. Januar 1985 in Wizebsk) ist ein belarussischer Biathlet.
Jewgeni Markaschanski ist Student, der in Minsk lebt und studiert. Er tritt für SKA Minsk an und wird von Sjarhej Sakalouski trainiert. Mit dem Biathlonsport begann er 2004. Zu Beginn der Saison 2004/05 bestritt er in Obertilliach seine ersten Rennen im Biathlon-Europacup der Junioren. Höhepunkt der Saison wurde die Teilnahme an den Junioren-Biathlon-Europameisterschaften 2006 in Langdorf, bei denen der Belarusse die Ränge 29 im Einzel, 39 im Sprint und 39 in der Verfolgung belegte. Zudem nahm er in Andermatt an der Winter-Militärweltmeisterschaft 2006 teil und erreichte im Sprint einen 66. Platz. Zur dritten internationalen Meisterschaft wurden die Sommerbiathlon-Weltmeisterschaften 2006 in Ufa. Markaschanski wurde bei den Wettbewerben der Junioren auf Skirollern eingesetzt, bei denen er 14. des Sprints und 12. der Verfolgung wurde.
Sein internationales Debüt bei den Männern gab Markaschanski zum Auftakt der Saison 2006/07 in Obertilliach im Europacup. Zwischen Ende 2006 und 2009 kam der Belarusse zu keinen weiteren internationalen Einsätzen auf höherem Niveau. Erst im Rahmen der Biathlon-Europameisterschaften 2009 in Ufa trat er erneut international an und bestritt damit auch sein erstes großes Turnier bei den Männern. Im Einzel belegte er Platz 41, wurde 30. des Sprints, 33. der Verfolgung und an der Seite von Jauheni Schuleu, Uladsimir Miklascheuski und Jury Ljadau mit der belarussischen Staffel Zehnter.